# 加藤閲男
加藤 閲男（かとう えつお、1900年9月5日 - 1975年12月5日）は、昭和時代の労働運動家。国鉄労働組合（国労）初代執行委員長。

## 経歴
熊本県熊本市生まれ。石川県金沢市出身（本籍）。釜山中学校卒業。1920年から国鉄に勤務。敗戦直後は両国駅助役をしていたが、当局の推挙で組合活動に参加。国鉄千葉従組委員長を経て、1946年国鉄東京地方労組委員長に就任。同年7月に運輸省が国鉄7万5000人の整理を発表に対し、9月に国鉄総連合はスト決行の方針で大会を開催し、大阪など5地連はスト延期を主張して退場したが、東京など4地連はストの指令を発した。スト決行前に当局が7万5000人の整理を全面的に撤回したため、争議に勝利した国鉄総連合はスト中止を決定。産別会議は10月闘争を盛り上げるためスト中止に反対したが、国鉄総連合と東京地方労組はこれを拒否した。
1947年6月国鉄総連合が国鉄労働組合（国労）に改組されると初代執行委員長に選出され、1950年6月の第8回大会まで6期を務めた。1947年10月の国労第2回臨時大会で右派系執行部の提案（片山内閣の1800円ベース受諾など）の大半が否決され、執行部が総辞職、右派系代議員が退場して斉藤鉄郎議長が流会を宣言。11月に右派が斉藤鉄郎・星加要を中心に国鉄労組反共連盟を結成したが、加藤は委員長という立場にあったためか参加しなかった。1948年3月国鉄労組反共連盟が改組された国鉄労組民主化同盟（国鉄民同）の結成に参加。1949年6～7月にILO総会および国際自由労連結成大会に日本代表として出席し、7月17日に帰国。11月日本ILO協会創立とともに副会長。この間、7月1日に国鉄が行政機関職員定員法に基づき9万5000人の人員整理を発表、7月12日に国労中央闘争委員の共産党系11人、革同6人が解雇され、7月22日に被解雇者を組合役員に認めないとする「指令0号」を出して民同派の主導権を確立した。
1950年7月国労書記長。1951年6月の国労第10回大会（新潟大会）では星加要が提案した「愛国労働運動」を主題とした運動方針案を支持したが、岩井章ら民同左派によって星加案が否決され、「平和四原則」が盛り込まれた横山案が可決された。同年9月1日に右派の星加要、斉藤鉄郎、戸田芳夫らと国鉄労組民主化同盟（新生民同）を結成し、副幹事長に就任。9月7日に星加要、総同盟の松岡駒吉らと民主労働運動研究会（民労研）を結成し、同会の座長に推された。同年12月民主社会主義連盟（民社連）評議員。1952年末には加藤ら右派は国労執行部から締め出され、出身の千葉に戻り1953年6月に国労千葉地本委員長に就任。1954年1月の第2回参議院議員補欠選挙に千葉県選挙区から右派社会党公認で立候補したが落選。1956年8月国鉄を退職。1960年の民主社会党（のちの民社党）の結成に参加した。

## 備考
1948年11月、日本国有鉄道法案に際し、参議院運輸委員会に証人喚問された。
1955年3月に佐倉駅職場大会でピケ隊と警察官との間で摩擦が生じ、国労千葉地本委員長として責任を追及されて戒告処分を受けた。
1968年の鉄道労働組合（鉄労）結成大会には斉藤鉄郎、星加要、片岡文重（元国労書記長）とともに来賓として招かれている。

## 著書
- 『勞働組合側からみた公共企業体勞働關係法』（菊川孝夫、星加要共著、中央法規出版、1949年）
- 『獨立後の勞働運動――國鐵新生民同の目標』（星加要、戸田芳夫、竪山利忠共著、国鉄労組民主化同盟編、日刊労働通信社、1952年）

## 関連文献
- 現代革命運動事典編集委員会編『現代革命運動事典』（流動出版、1981年）
- 高木郁朗「加藤閲男」、朝日新聞社編『「現代日本」朝日人物事典』（朝日新聞社、1990年）
- デジタル版 日本人名大辞典+Plusの解説